# Hanson County
Hanson County är ett administrativt område i delstaten South Dakota, USA, med 3 331 invånare. Den administrativa huvudorten (county seat) är Alexandria. 

## Geografi
Enligt United States Census Bureau så har countyt en total area på 1 128 km². 1 126 km² av den arean är land och 2 km² är vatten. 

### Angränsande countyn
- Miner County, South Dakota - nord
- McCook County, South Dakota - öst
- Hutchinson County, South Dakota - syd
- Davison County, South Dakota - väst
- Sanborn County, South Dakota - nordväst